# トーロ王国
トーロ王国 (トーロおうこく、Tooro) は現在のウガンダ南部のバントゥー系の伝統的な王国の一つ。1830年頃にブニョロ・キタラ帝国のオムカマ（王）ニャムトゥクラ・キェバンベ3世の息子カボヨ・オリミ1世が自立して西部に建国したのが始まりで、1876年にはブニョロ王国に併合され、イギリスの軍事力を借りて1891年にイギリスの保護国として「再独立」した。首都はカバロレであったが、度々改名されフォート・ポータルとされた。主要な民族は東部がトーロ族、西部が北にアンバ族、中にブウィシ族、南にコンジョ族である。北にアルバート湖、北東にブニョロ王国、東にブガンダ、南にアンコーレ王国、ジョージ湖、エドワード湖を挟みキゲジ、西にコンゴ北キヴ州、イトゥリ州と接する。
ウガンダ独立時には連邦の準構成国としてある程度の自治権を持ったが、1963年2月には西部のルウェンゾリ山地のコンジョ族とアンバ族がルウェンズルル王国として独立を宣言し、第一次ミルトン・オボテ政権時の1967年には他のブガンダ、ブニョロ、ブソガなどと並んで王制を廃止された。イギリス植民地時代以降イギリス人の入植が進んだが、イディ・アミン政権時に追放された。1993年に儀礼的な王制が復活され、1995年以降世界最年少の王ルキディ4世（1992年生まれ）が在位している。

## 歴代オムカマ
- オリミ1世（Olimi I, 1830年頃 - 1860年代）
- ルハガ（Ruhaga, 簒奪 - 1860年代）
- キェバンベ1世（Kyebambe I, 1860年代- 1870年）
- ルキディ1世（Rukidi I, 1870年 - 1871年）
- キェバンベ1世（1871年 - 1872年）
- オリミ2世（Olimi II, 1872年 - 1870年代）
- キェバンベ2世（Kyebambe II, - 1870年代）
- ルキディ2世（Rukidi II, - 1870年代）
- ルキディ・キェベンバ3世（Rububi Kyebambe III, - 1870年代）
- カケンデ（Kakende, 1870年代 - 1876年）
- ブニョロに併合（1876年 - 1891年）
  - カサガマ
- キェベンバ4世（Kyebambe IV, 1891年 - 1928年）
- ルキディ3世（Rukidi III, 1929年 -1965年）
- オリミ3世（Olimi III, 1965年 - 1967年）
- 王制廃止
- オリミ3世（1993年 - 1995年）
- ルキディ4世（Rukidi IV, 1995年 - ）